# Медаль Т. Кармана
Міжнародна відзнака НАТО «Медаль Т. Кармана»
Заснована на честь заслуг видатного американського вченого (народився в Будапешті) у галузі ракетобудування та аеродинаміки Теодора фон Кармана (1881—1963). Її присуджують за значний внесок у прогрес в галузі досліджень і технологічного співробітництва між країнами НАТО.
Медаль Т. Кармана щорічно присуджують у галузі інженерної механіки людині на знак визнання видатних досягнень, застосовних до будь-якої галузі цивільного будівництва. Цю нагороду заснувало 1960 року Американське товариство інженерів-будівельників (ASCE).